# Playa Vista
Playa Vista est un quartier de la ville de Los Angeles, dans l'État de Californie.

## Présentation
Playa Vista se situe à l'ouest de la ville (Westside), et est encerclé par Culver City au nord, la zone non-incorporée Marina Del Rey à l'ouest, le quartier de Westchester au sud-est et l'aéroport international de Los Angeles au sud.

## Démographie
Le Los Angeles Times considère le quartier comme très diverse du point de vue ethnique, 32,4 % blanche non hispaniques, 21,2 % asiatique, 34,8 % de la population étant hispanique, 4,7 % afro-américaine, et 6,9 % appartenant à une autre catégorie ethno-raciale.